# Nicole Saeys
Nicole Saeys, född 31 augusti 1924, död
4 september 2021, var en friidrottare från Belgien. Hon deltog vid olympiska sommarspelen 1948.